# پورت مک‌دانل، استرالیای جنوبی
پورت مک‌دانل (به انگلیسی: Port MacDonnell) یک شهرک در استرالیا است که در District Council of Grant واقع شده‌است.